# Plumstead, Norfolk
Plumstead är en ort och civil parish i Storbritannien.   Den ligger i grevskapet Norfolk och riksdelen England, i den sydöstra delen av landet, 170 km nordost om huvudstaden London. Plumstead ligger 62 meter över havet och antalet invånare är 120.
Terrängen runt Plumstead är platt. Runt Plumstead är det ganska tätbefolkat, med 104 invånare per kvadratkilometer. Närmaste större samhälle är North Walsham, 15,6 km öster om Plumstead. Trakten runt Plumstead består till största delen av jordbruksmark.